# Colmenarejo
Colmenarejo é um município localizado na comunidade autónoma de Madrid, na Espanha. Possui 31,7 quilômetros quadrados de área e uma população de 7 048 habitantes (em 2004), com uma densidade populacional de 211,07 habitantes por quilômetro quadrado. Localiza-se no caminho entre a cidade de Madri e o palácio de El Escorial. Abriga um dos campi da Universidade Carlos III de Madri.

## Demografia
| Variação demográfica do município entre 1991 e 2004 | Variação demográfica do município entre 1991 e 2004 | Variação demográfica do município entre 1991 e 2004 | Variação demográfica do município entre 1991 e 2004 |
| --------------------------------------------------- | --------------------------------------------------- | --------------------------------------------------- | --------------------------------------------------- |
| 1991                                                | 1996                                                | 2001                                                | 2004                                                |
| 2 408                                               | 3 558                                               | 5 385                                               | 6 693                                               |

1. ↑  «Cifras oficiales de población resultantes de la revisión del Padrón municipal a 1 de enero» (ZIP). www.ine.es (em espanhol). Instituto Nacional de Estatística de Espanha. Consultado em 19 de abril de 2022